# Batalla de Marciano
La Batalla de Marciano  (també anomenada  batalla de Scannagallo ) es va lliurar el 2 d'agost de 1554 entre el Ducat de Florència i la veïna República de Siena a la Toscana, com a part de les Guerres d'Itàlia entre els regnes de França i Espanya. Aquesta batalla va suposar la derrota total dels sienesos enfront del combinat tropes imperials/florentins, i Florència, amb l'ajuda de l'emperador, es va annexar definitivament la República de Siena.

## Escomençament de la batalla
El 2 d'agost de 1554 va tenir lloc una batalla èpica prop de Marciano della Chiana, prop d'Arezzo. Soldats d'arreu d'Europa es van desplegar a la pintoresca regió de la Toscana a Itàlia per participar en aquesta batalla. Va ser una batalla entre dues antigues ciutats-estat italianes rivals, Siena i Florència, ambdues ajudades per poderosos aliats. Per a Siena, l'aposta no podia ser més alta.
La llibertat centenària i la mera existència de la república es veia amenaçada quan el gran exèrcit florentí, reforçat per soldats espanyols i imperials, descendia al seu territori. La petita república es va implicar sense voler en una lluita de grans potències a les guerres italianes.
Mentre l'exèrcit hostil assetjava Siena, els siensos no es van quedar sense més remei que enfrontar-se a aquest enemic en una batalla oberta decisiva, jugant-ho tot. Al seu costat hi havia els seus aliats francesos i el fervor de la seva pròpia infanteria sienesa, inspirats en els records de les antigues victòries que la seva república havia aconseguit contra tot pronòstic en el passat. Van aconseguir una gran victòria contra els florentins a la batalla de Montaperti fa tots aquells segles l'any 1260. Podrien fer-ho una vegada més?
Però la batalla no podria haver començat pitjor per als siensos. L'exèrcit florentí tenia una posició avantatjosa i una cavalleria superior proporcionada pels seus aliats espanyols i imperials. La cavalleria franco-sienesa aviat va ser derrotada mentre l'artilleria florentina des del turó de l'altra banda bombardejava sense pietat les posicions sieneses.
Piero Strozzi, que va comandar les tropes sieneses en aquesta batalla, va intuir que només hi havia una cosa que podria canviar el rumb de la batalla. Va ordenar un assalt desesperat de la infanteria, amb l'esperança de trencar l'exèrcit enemic abans que la seva cavalleria realitzi un atac de flanqueig!
Els infants siensos de l'ala esquerra de l'exèrcit estaven especialment ben motivats. Sabien que aquesta batalla era la seva última oportunitat. Van avançar en una formació disciplinada juntament amb mercenaris d'elit alemanys i grisons, formant un bosc de piques en moviment, avançant per sobre de la rasa d'Scannagallo per lluitar contra la infanteria enemiga de l'altre costat. Eren conscients que ja no hi havia camí enrere. Win i la seva república sobreviu per lluitar un altre dia. Falla i tot s'ha acabat. Van esclatar baralles horripilants. Es van sentir trets, xocs d'armes cos a cos i crits d'agonia. Homes cridant en alemany, espanyol, francès i diversos dialectes de l'italià en aquesta batalla èpica mentre es decidia el curs de la història

## Final de batalla
Per contrarestar aquest primer contratemps, Strozzi va decidir llançar-se des del turó amb la infanteria alemanya al seu centre. Es va produir un combat cos a cos caòtic, però aviat l'impuls de l'atac sienès va començar a disminuir sota el foc de l'artilleria imperial que també va desorganitzar els suïssos que intentaven rellevar la primera línia. Quan Il Medeghino va ordenar als seus homes que es llancéssin contra l'enemic, els alemanys i els suïssos van començar a entrar en pànic. Això es va convertir en una derrota quan la cavalleria pesada de Colonna, que havia perseguit durant un temps la cavalleria franco-sienesa, va atacar els alemanys, lluitant a través de l'Scannagallo, per darrere. La infanteria francesa de l'ala dreta va mantenir el seu ordre de batalla i, envoltada per tots els costats, va defensar desesperadament fins al final.
El mateix Strozzi va ser ferit tres vegades i va ser endut pels seus guàrdies. El seu lloctinent Clemente della Cervara va morir poc després de la batalla per les ferides rebudes.
La batalla va durar només dues hores, d'11 a 13 h. L'exèrcit sienès va patir 4.000 morts i 4.000 ferits o presoners. Strozzi va escapar de la captura.

## Conseqüències
Il Medeghino va sotmetre fàcilment els castells dels voltants en els dies després de la batalla, i a continuació va ser capaç de sotmetre la ciutat de Siena a un fortíssim setge. Es van adoptar cruels mesures per tal d'evitar que els camperols portessin subministraments a la ciutat. Fin el punt que el març de 1555 es va destruir un cos de 1300 mercenaris tractant de trencar el setge per a aconseguir aliments.
Sense possibilitat de rebre prou subministraments i reforços dels francesos, la ciutat es va rendir el 17 d'abril de 1555.
La República de Siena va desaparèixer i va ser incorporada amb l'ajuda de l'emperador a partir de llavors al Gran Ducat de la Toscana el 1569, desapareixent definitivament la República de Siena.